# فرودگاه نیدا
فرودگاه نیدا (به انگلیسی: Nida Airport) یک فرودگاه همگانی است که یک باند فرود آسفالت دارد و طول باند آن ۸۱۵ متر است. این فرودگاه در شهر نیدا کشور لتونی قرار دارد و در ارتفاع ۲ متری از سطح دریا واقع شده‌است.